# Gaspar Fagel
Pour les articles homonymes, voir Fagel.
Gaspar Fagel (25 janvier 1634, La Haye - 15 décembre 1688) est un homme politique néerlandais.

## Biographie
Fagel était le représentant de Haarlem aux États de Hollande et de Frise-Occidentale et ce depuis 1663, ayant été élu pensionnaire de cette ville.
En 1667, par l'Édit perpétuel, Johan de Witt, Andries de Graeff, Gillis Valckenier (nl) et Fagel abolissent la fonction de stathouder (maison d'Orange-Nassau) en Hollande et influence en ce sens plusieurs autres provinces dont la Zélande et Utrecht.
Il est secrétaire général aux États de Hollande en 1670. Avec William Temple, il négocie les préliminaires de la paix de Nimègue en 1678 et rédige le manifeste de Guillaume III d'Angleterre lors de son accession au trône. Il est grand-pensionnaire de Hollande de 1672 à 1688.

## Source
Cet article comprend des extraits du Dictionnaire Bouillet. Il est possible de supprimer cette indication, si le texte reflète le savoir actuel sur ce thème, si les sources sont citées, s'il satisfait aux exigences linguistiques actuelles et s'il ne contient pas de propos qui vont à l'encontre des règles de neutralité de Wikipédia.